# 杰诺·卡莱尔
杰诺·马塞勒斯·卡莱尔（英語：Geno Marcellus Carlisle，1976年8月13日—），美国NBA联盟前职业篮球运动员。